# Richard Evans (historyk)
Sir Richard John Evans (ur. 29 września 1947 w Londynie) – brytyjski historyk, profesor Uniwersytetu w Cambridge, specjalista w dziedzinie II wojny światowej i historii III Rzeszy, członek Królewskiego Towarzystwa Historycznego oraz Akademii Brytyjskiej.

## Życiorys
Evans studiował na Uniwersytecie w Cambridge, gdzie obronił prace: magisterską i doktorską, a następnie został profesorem. 
Jest wykładowcą na: Uniwersytecie w Cambridge, Uniwersytecie w Stirling, Uniwersytecie Wschodniej Anglii oraz Birbeck Collage w Londynie. Zajmuje się w nich tematyką historii Niemiec XIX w. oraz XX w. i II wojny światowej. Publikuje o: III Rzeszy, feminizmie, nazizmie, bitwach II wojny światowej i historii w  aspekcie socjologii.
Dzięki swojej trylogii o historii III Rzeszy pt. The Third Reich Trilogy jest uznawany za światowy autorytet w tej dziedzinie. Tomy trylogii to: The Coming of the Third Reich (2003), The Third Reich in Power (2005) i The Third Reich at War (2009).
Współpracował z takimi historykami, jak: Antony Beevor, Norman Davies czy Ian Kershaw. W 1998 roku został powołany na eksperta w procesie z pozwu Davida Irvinga przeciwko Deborah Lipstad przez obronę tej drugiej.
Od 1978 roku należy do Królewskiego Towarzystwa Historycznego. Od 1993 roku jest członkiem Akademii Brytyjskiej. W 2012 roku otrzymał od królowej Elżbiety II tytuł szlachecki.

## Wybrane publikacje
1. The Feminist Movement In Germany, 1894–1933, 1976.
2. German Women and the Triumph of Hitler, 1976
3. The Feminists: Women's Emancipation Movements in Europe, America and Australasia, 1840–1920, 1977.
4. Society And Politics In Wilhelmine Germany edited by R. J. Evans, London: Croom Helm, 1980, 1978.
5. The History of European Women: A Critical Survey of Recent Research, 1980
6. The German Family: Essays on the Social History of The Family in Nineteenth and Twentieth-Century Germany,  1981.
7. The German Working Class, 1888–1933: The Politics Of Everyday Life, 1982.
8. The German Peasantry: Conflict And Community in Rural Society from the Eighteenth to the Twentieth Centuries, 1986.
9. The German Unemployed: Experiences And Consequences Of Mass Unemployment From The Weimar Republic To The Third Reich, 1987.
10. Rethinking German History: Nineteenth-Century Germany And The Origins Of The Third Reich, London: Allen and Unwin, 1987.
11. Comrades And Sisters: Feminism, Socialism, And Pacifism In Europe, 1870–1945, 1987.
12. The New Nationalism and the Old History: Perspectives on the West German Historikerstreit, 1987
13. Death In Hamburg: Society And Politics In The Cholera Years 1830–1910, 1987
14. The German Underworld: Deviants And Outcasts In German history, 1988
15. In Hitler's Shadow: West German Historians And The Attempt To Escape From The Nazi Past, 1989
16. Proletarians And Politics: Socialism, Protest, And The Working Class In Germany Before The First World War, 1990.
17. The German Bourgeoisie: Essays On The Social History Of The German Middle Class From The Late Eighteenth To The Early Twentieth Century London: Routledge, 1991.
18. Rituals Of Retribution: Capital Punishment In Germany 1600–1987, 1996.
19. Rereading German History: From Unification To Reunification 1800–1996, 1997.
20. Tales From The German Underworld: Crime And Punishment In The Nineteenth Century, 1998.
21. In Defense of History, 1999.
22. Lying About Hitler: History, Holocaust, And The David Irving Trial, 2002.
23. The Coming Of The Third Reich, 2003.
24. The Third Reich In Power 1933–1939, 2005.
25. The Third Reich at War: How the Nazis Led Germany from Conquest to Disaster, 2008.
26. Cosmopolitan Islanders: British Historians and The European Continent, 2009

Książki przetłumaczone na język polski
1. Nadejście Trzeciej Rzeszy, 2015
2. Trzecia Rzesza u władzy, 2016
3. Wojna Trzeciej Rzeszy, 2016 (ISBN 978-83-65-49580-8)